# Кричкић
Кричкић је веома ријетко српско презиме, које потиче из села Кричке код Дрниша (Далмација). Настало је од познатијег презимена Кричка. Заселак Кричкићи се налази у Горњим Кричкама и крсна слава им је Ђурђевдан. Презиме се помиње 1834. године (Крсте Кричкић) у вези са унијаћењем у Далмацији.